# 苏州桥站
苏州桥站是北京地铁12号线和16号线的一座换乘站，16号线部分于2020年12月31日开通运营，12号线部分则于2024年12月15日开通运营。该站位于北京市海淀区海淀街道与紫竹院街道交界北三环西路、西三环北路、万泉河路与长春桥路交叉口。本站16号线部分是北京地铁少数几个采用侧式叠式站台的车站之一。

## 车站结构
2011年公布的16号线规划中已包括苏州桥站，本站的设计方案则于2013年初步公布。

### 车站楼层
苏州桥站两线均为地下车站，其中开工较早的16号线车站位于万泉河路-西三环北路下方，因地下条件限制，车站的施工平面较小，且西三环主路桥桩与武警总部建筑的最大净距离仅16米，无法按照常规布置建设车站，故采用叠落式站台布置，以减少车站总宽，这种方案类似于14号线七里庄站。后期开工的12号线车站位于苏州桥西侧的长春桥路下方。
16号线部分为双层三跨钢筋混凝土结构，以“书香满园”为设计主题，总长238.1米，属于全暗挖车站，其中：
- 地下一层为站厅层及右线（南行）站台层，预留12号线的换乘通道接口；
- 地下二层为左线（北行）站台层[11][12][13]，站台扶梯侧墙设有艺术玻璃“欲穷千里目，更上一层楼”。

12号线部分在装修风格上提取了江南古典园林的传统建筑屋脊、窗花等几何造型元素，地下一层为设备层，地下二层为站厅层，地下三层为站台层，12号线从16号线地下二层站台下方穿过。
| 地面层                             | 出入口                       | B-E出入口                        |
| 地下一层 16号线站厅层 16号线站台层 | 16号线站厅                   | 客务中心、自动售票机、进出站闸机 |
| 地下一层 16号线站厅层 16号线站台层 | 侧式站台，右側開门           |                                  |
| 地下一层 16号线站厅层 16号线站台层 | █ 16号线往宛平城（万寿寺）   |                                  |
| M层                                | A口站厅                      | 客务中心、自动售票机、进出站闸机 |
| 地下二层 16号线站台层              | 12号线站厅                   | 客务中心、自动售票机、进出站闸机 |
| 地下二层 16号线站台层              | 侧式站台，左側開门           |                                  |
| 地下二层 16号线站台层              | █ 16号线往北安河（苏州街）   |                                  |
| 地下三层 12号线站台层              |                              | █ 12号线往四季青桥（长春桥）     |
| 地下三层 12号线站台层              | 岛式站台，左侧开门           |                                  |
| 地下三层 12号线站台层              | █ 12号线往东坝北（人民大学） |                                  |

### 站厅
北京市规划委员会2015年公示的12号线车站设计方案显示，16号线苏州桥站的站厅位于地下一层，与单侧站台相连。12号线苏州桥站的站厅位于16号线车站西侧，与16号线地下二层站台通过换乘通道连接。

### 站台及换乘
16号线苏州桥站采用叠摞侧式站台，上下行站台分为两层，其中地下一层供南行列车使用，地下二层供北行列车使用，12号线站台位于16号线车站西侧的下方（地下三层），两线车站存在约8.1米的高差。
16号线地下一层与12号线站厅之间设有长约12米的换乘通道，通道内存在8米的高差，设有自动扶梯，预计平均换乘时间4分钟。16号线地下二层站台至12号线站厅的换乘通道长约7.2米，预计平均换乘时间3.4分钟；12号线站厅至16号线地下二层站台的换乘通道长18米，预计平均换乘时间3.6分钟。
16号线上层站台配备自動體外心臟去顫器，卫生间设在下层站台南侧。

## 出入口
2013年公示的16号线车站设计方案征求意见稿显示，16号线在苏州桥路口的四个角均设有出入口，其中A出入口配合12号线建设而延至2024年12月15日开通。
12号线车站在西南方向设E出入口，未来将在西北方向设F出入口（暂未开通），并与16号线共用A、D出入口。
|                        |                          |                                                                      |      |                |
|                        |                          |                                                                      |      |                |
| 编号                   | 指示                     | 建议前往的目的地                                                     | 照片 | 无障碍设施图片 |
| 连通 12号线 16号线站厅 |                          |                                                                      |      |                |
| 出口 · A               | 万泉河路（西侧）         | 长春桥路（北侧）、万柳东路、万泉庄小区、海淀区人民检察院             |      |                |
| 连通 16号线站厅        |                          |                                                                      |      |                |
| 出口 · B               | 西三环、万泉河路（东侧） | 北京理工大学中关村校区                                               |      | 不適用         |
| 出口 · C               | 西三环                   | 理工国际大厦、北京理工大学中关村校区、北京外国语大学东校区           |      | 不適用         |
| 连通 12号线 16号线站厅 |                          |                                                                      |      |                |
| 出口 · D · 升降机标志  | 西三环、长春桥路（南侧） | 北京电视台、厂洼小区、厂洼东一街、北京外国语大学西校区、国家行政学院 |      |                |
| 连通 12号线站厅        |                          |                                                                      |      |                |
| 出口 · E · 升降机标志  | 长春桥路（南侧）         |                                                                      |      |                |
| 註： 設有              |                          |                                                                      |      |                |